# رودولف كوهن
رودولف كوهن (4 أغسطس 1942 في جامايكا - ) (بالإنجليزية: Rudolph Cohen)‏ هو لاعب كريكت جامايكي. شارك مع منتخب جامايكا الوطني للكريكت.

## وصلات خارجية
- رودولف كوهن على موقع إي آس بي آن كريك إنفو (الإنجليزية)